# كريس كارول بريمر
كريس كارول بريمر (بالألمانية: Chris-Carol Bremer)‏ (مواليد 5 يناير 1971) هو سبّاح ألماني، مثّل بلاده في الألعاب الأولمبية الصيفية 2000.

## روابط خارجية
كريس كارول بريمر على موقع الاتحاد الدولي للسباحة (الإنجليزية)
- كريس كارول بريمر على موقع SwimRankings.net (الإنجليزية)
- كريس كارول بريمر على موقع أوليمبيديا (الإنجليزية)